# CD-galax

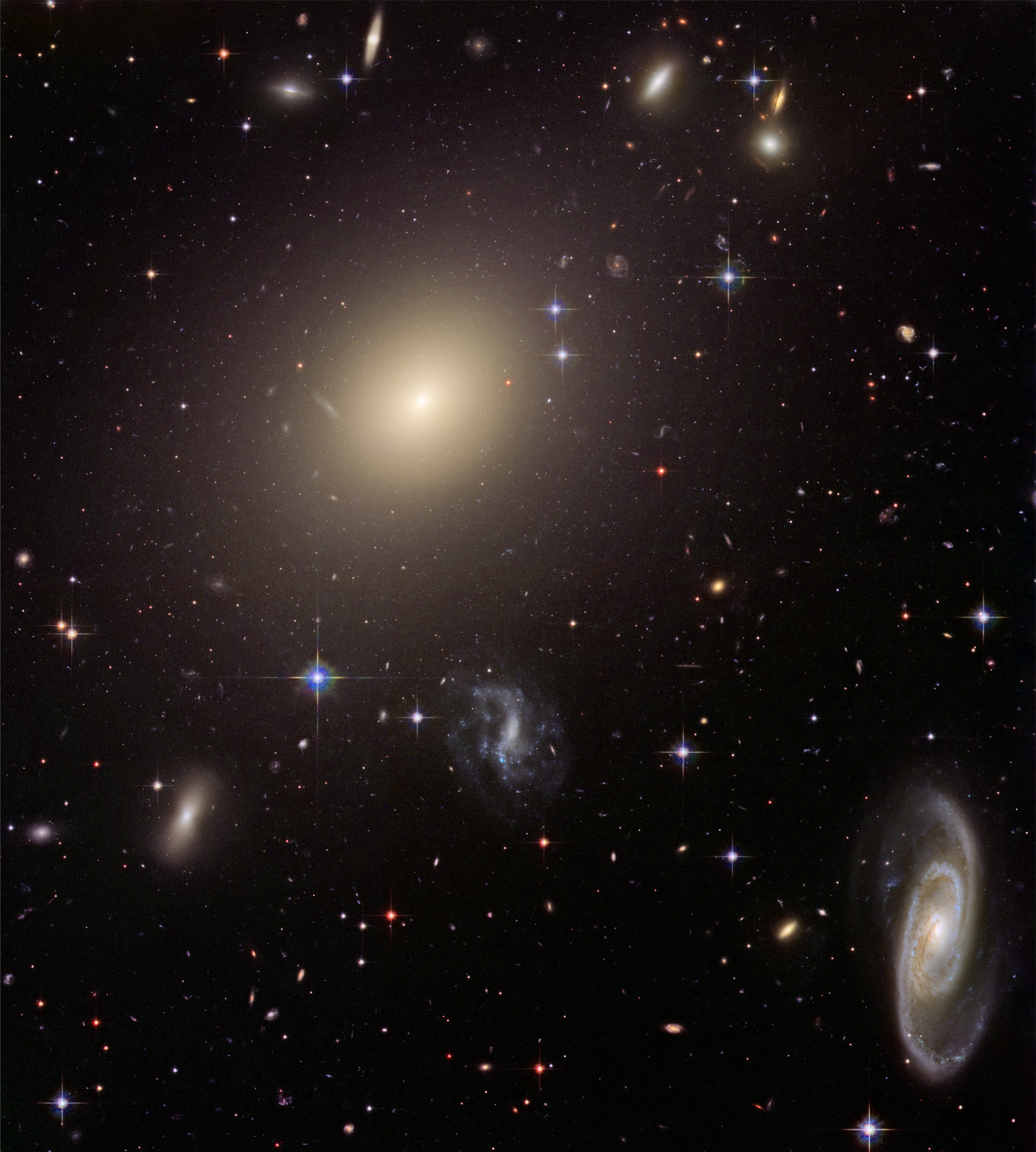
Abell S740

En cD-galax är en tung, mycket ljusstark galax av elliptisk typ som återfinns i centrum av rika galaxhopar. cD-galaxer skiljer sig från vanliga elliptiska galaxer genom en mycket omfattande halo av stjärnor.

## Exempel på cD-galaxer
- Perseus A (NGC 1275) i stjärnbilden Perseus i galaxhopen Perseushopen (Abell 426).[1]
- NGC 6166 i stjärnbilden Herkules i galaxhopen Abell 2199.[2]
- IC 1101 i stjärnbilden Jungfrun i galaxhopen Abell 2029. Det är galaxen med den största kända diametern (runt 5.5 miljoner ljusår).[3][4][5]
- Messier 87 i stjärnbilden Jungfrun är centralgalax i Virgohopen.
- NGC 1399 i stjärnbilden Ugnen är centralgalax i Fornaxhopen.[6]
- NGC 4889 (Caldwell 35) i stjärnbilden Berenikes hår. Galaxen är den ljusaste i Comahopen.
- NGC 6086 i stjärnbilden Norra kronan.[7] Galaxen är den ljusaste i galaxhopen Abell 2162.[8]
- QSO 0957 i stjärnbilden Stora björnen är en kvasar som ledde till att den första gravitationslinsen identifierades.[9]